# 奥托里诺·雷斯庇基
奥托里诺·雷斯庇基（義大利語：Ottorino Respighi，1879年7月9日—1936年4月18日）意大利作曲家，作品融合了印象派和新古典主义风格，對16-18世紀的音樂有深入独特的研究。

## 生平
雷斯庇基出生于波隆納，自小隨父學習鋼琴和小提琴，学历为音乐职业高中（Liceo Musicale），从师于马尔图齐（Giuseppe Martucci），1900年他二十一岁时短暫前往俄国，担任圣彼得堡歌剧院乐团的首席小提琴，并跟隨林姆斯基-高沙可夫學習作曲五個月。1902年返回西欧。1913年之后定居於罗马，擔任國立聖西西利音樂學院作曲系教師。1923年晉升為院长。1932年獲選進入意大利皇家學院。
雷斯庇基晚年和當時墨索里尼的國家法西斯黨政權關係並不容易。為了繼續他在音樂界的工作，他不得不向政府低頭，承諾會向那些投奔出走的意大利音樂家（如托斯卡尼尼等）多發表批評言論才得以繼續在音樂學院的工作。

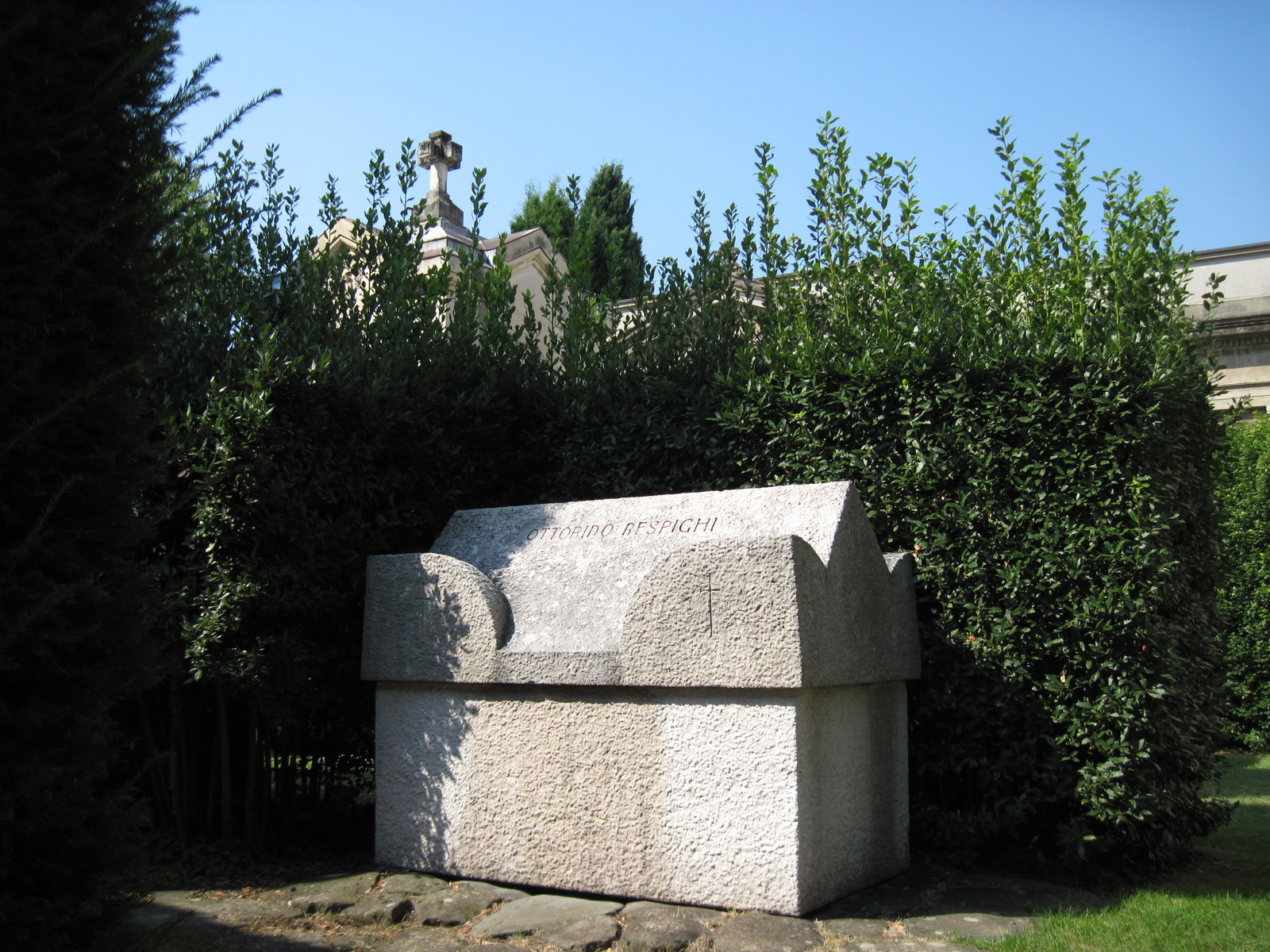
位于博洛尼亚公墓(Certosa di Bologna)的雷斯皮基墓

雷斯庇基對早期意大利作曲家的音樂素有研究，尤其是蒙特威尔第、韋瓦第、馬爾切洛的作品。

## 主要作品
- 9 齣歌劇，其中最後一齣未完成。
- 5 齣芭蕾舞劇
- 超過20首管絃樂作品，其中包括代表作「羅馬三部曲」：《羅馬噴泉》、《羅馬之松》、《羅馬節日》；3套《古代風格組曲》、《雀鳥》等
- 多首小提琴及鋼琴協奏曲
- 大量室內樂和歌曲